# قصف الجزائر (1682)
قصف الجزائر في عام 1682 كان عملية بحرية قامت بها فرنسا ضد إيالة الجزائر خلال الحرب الفرنسية الجزائرية (1681-1688). أرسل لويس الرابع عشر ملك فرنسا أبراهام دوكين لقصف الجزائر بعد إعلان دي الحرب على فرنسا في عام 1681. أبحر أبراهام دوكين من تولون مع أسطول من حوالي أربعين سفينة ووصلت إلى الجزائر في يوليو 1682 بعد العديد من التأخيرات الناجمة عن سوء الأحوال الجوية. تعرضت المدينة التي تعرضت للقصف عدة مرات في أغسطس، لأضرار جسيمة. لكن السلام الذي اضطر دي في النهاية إلى البحث عنه لم يتم الاتفاق عليه أبدًا، حيث أجبر الطقس السيئ المتجدد أبراهام دوكين على العودة إلى المياه الفرنسية.

## نظرة شمولية
في أكتوبر 1680، استولى القراصنة البربريون على عدد من السفن الفرنسية، دون إعلان الحرب، وأخذوا القباطنة وأطقمها إلى الجزائر كعبيد. في 18 أكتوبر، أعلن دي الجزائر، بابا حسن، الحرب رسميًا على لويس الرابع عشر، وفي 23 أكتوبر، أعلن بدء الأعمال القتالية للقنصل الفرنسي جان لو فاشير. في الوقت نفسه، أمر أيضًا اثني عشر سفينة حربية بالبحر. علمًا بذلك، وأمر لويس الرابع عشر وزرائه بإعداد حملة عقابية.